# 南浔丝业会馆
南浔丝业会馆位于中国浙江省湖州市南浔区南浔镇广惠桥东侧、南东街90-91号，坐东向西，为当地丝业公会的办公、议事之所。2013年，与刘氏梯号以丝业会馆及丝商建筑之名，列为第七批全国重点文物保护单位——大运河的子项。
此处建筑，建于清宣统二年至民国元年（1910-1912），现状前屋已毁，其余尚存。正厅称端义堂，面阔三间，歇山顶，其南北两侧有西式洋房两间，原为办公室。建筑现被用作高档私人会所。
南浔的丝业组织可追溯至设立于清同治四年（1865）的丝业公所，民国五年（1916）改称丝业公会，旧时每年四月全镇丝业从业人员在会馆内聚会并祭蚕神 。